# Сельское поселение Спутник
Сельское поселение Спутник — упразднённое 8 февраля 2018 года муниципальное образование в бывшем Можайском муниципальном районе Московской области.

## Общие сведения
Образовано в соответствии с Законом Московской области от 30.03.2005 года № 95/2005-ОЗ «О статусе и границах Можайского муниципального района и вновь образованных в его составе муниципальных образований» в ходе муниципальной реформы.
Административный центр — посёлок Спутник.
Глава сельского поселения — Бордадымова Галина Борисовна. Председатель Совета депутатов сельского поселения — Бархоткин Владимир Александрович. Адрес администрации: 143212, Московская область, Можайский район, пос. Спутник, д. 5.

## Население
| 2006  | 2007  | 2008  | 2009  | 2010  | 2011  |
| ----- | ----- | ----- | ----- | ----- | ----- |
| 2269  | ↗2356 | ↗2372 | ↗2386 | ↗2494 | ↗2497 |
| 2012  | 2013  | 2014  | 2015  | 2016  | 2017  |
| →2497 | ↗2556 | ↗2578 | ↗2610 | ↗2632 | ↘2599 |
| 2018  |       |       |       |       |       |
| ↘2577 |       |       |       |       |       |

## География
Площадь территории сельского поселения составляет 13 651 га (136,51 км²). Расположено на востоке Можайского района. Граничит с Борисовским и Клементьевским сельскими поселениями, городским поселением Можайск; Старорузским и Дороховским сельскими поселениями Рузского района.

## Органы власти
| Партии | Партии        | 2014 |
| ------ | ------------- | ---- |
|        | Единая Россия | 8    |
|        | КПРФ          | 1    |
| Всего  | Всего         | 9    |

## Состав сельского поселения
В состав сельского поселения входит 21 населённый пункт упразднённой административно-территориальной единицы — Кожуховского сельского округа Можайского района Московской области:
| Вид     | Наименование               | Население, чел. |
| ------- | -------------------------- | --------------- |
| деревня | Александрово               | 36              |
| деревня | Аникино                    | 10              |
| деревня | Большое Тёсово             | 81              |
| деревня | Денисьево                  | 11              |
| посёлок | дома отдыха «Красный стан» | 89              |
| деревня | Захарьино                  | 9               |
| деревня | Зачатьё                    | 10              |
| деревня | Игумново                   | 177             |
| деревня | Красный Стан               | 40              |
| деревня | Лысково                    | 17              |
| деревня | Малое Тёсово               | 1               |
| деревня | Михайловское               | 4               |
| деревня | Моденово                   | 117             |
| деревня | Новый Путь                 | 8               |
| деревня | Облянищево                 | 55              |
| деревня | Первое Мая                 | 11              |
| деревня | Пушкино                    | 50              |
| посёлок | Спутник                    | 1296            |
| деревня | Шаликово                   | 111             |
| посёлок | Шаликово                   | 90              |
| деревня | Шиколово                   | 46              |